# 카를 오이겐

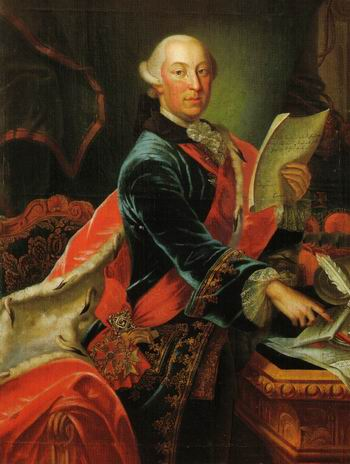

카를 오이겐(Charles Eugene, Duke of Württemberg, 샤를 외젠, 독일어: Carl Eugen, 1728년 2월 11일 – 1793년 10월 24일), 뷔르템베르크 공작은 카를 알렉산더의 장남이자 후계자였다. 어머니는 투른 앤 탁시스의 마리 오귀스트 공주였다.

## 인생
브뤼셀에서 태어나 9세에 아버지의 뒤를 이어 뷔르템베르크의 통치자가 되었지만 실제 권력은 뷔르템베르크-노이엔슈타트 공작 칼 루돌프(1737~1738)와 칼 프레데릭 폰 뷔르템베르크-올스(1738-1746) 섭정의 손에 있었다.
프로이센의 프리드리히 2세 궁정에서 교육을 받았다. 또한 1740년대에 카를 필리프 에마누엘 바흐에게서 건반을 공부했다(1744년에 출판된 바흐의 "뷔르템베르크" 소나타는 카를 오이겐에게 헌정됨).
초기에 그는 철권으로 통치했다. 1744년에 뷔르템베르크-노이엔슈타트 공작에 의해 처형된 그의 아버지의 재정 고문인 요제프 수스 오펜하이머의 시체를 내려달라고 명령했는데, 그의 썩어가는 시체는 슈투트가르트의 프라그 교수대에 의해 철제 우리에 6년 동안 매달려 있었다. 그는 또한 광범위한 도서관, 오페라에 대한 엄청난 관심, 대중의 먹이를 위한 대규모 원예에 대한 관심으로도 잘 알려져 있었다.
카를 오이겐은 1748년 첫 부인과 함께 파리 (프랑스)와 베르사유 궁전을 다섯 차례 여행 중 첫 여행을 떠났다. 그는 이러한 여행을 통해 루트비히스부르크 궁전을 위한 파리 상품을 관광하고 구입하는 동시에 해당 상품이 제조된 작업장을 견학했다. 1776년부터 은행가인 카를 오이겐이 파리에서 만났던 에티엔 솔리코프레(Etienne Sollicoffre)는 공작과 친구가 되어 공작의 구매 대리인 역할을 했다.